# Cacia parintricata
Cacia parintricata är en skalbaggsart som beskrevs av Stefan von Breuning 1982. Cacia parintricata ingår i släktet Cacia och familjen långhorningar. Inga underarter finns listade.